# Śniatycze
Śniatycze – wieś w Polsce, położona w województwie lubelskim, w powiecie zamojskim, w gminie Komarów-Osada.
| SIMC    | Nazwa        | Rodzaj    |
| ------- | ------------ | --------- |
| 0890962 | Międzybłocie | część wsi |
| 0890979 | Zahajcze     | część wsi |

W latach 1975–1998 miejscowość administracyjnie należała do województwa zamojskiego.
Wieś jest sołectwem w gminie Komarów-Osada. Według Narodowego Spisu Powszechnego z roku 2011 wieś liczyła 282 mieszkańców.
Wierni Kościoła rzymskokatolickiego należą do parafii Niepokalanego Poczęcia Najświętszej Maryi Panny w Dubie.
W XVI w. w Śniatyczach powstała parafia prawosławna, która przyjęła następnie unię. W miejscowości znajduje się zabytkowa cerkiew pounicka pw. św. Jana Ewangelisty z 1838 (obecnie kościół rzymskokatolicki Przemienienia Pańskiego). Cerkiew została wybudowana z fundacji hrabiny Antoniny Załuskiej i po 1875, gdy nastąpiła likwidacja unickiej diecezji chełmskiej, zamieniona została na świątynię prawosławną. Obecną funkcję pełni od 1945.
W miejscowości znajduje się zabytkowy cmentarz przykościelny, związany z parafią prawosławną, następnie unicką, prawosławną i rzymskokatolicką, a także nowy cmentarz prawosławny powstały po 1875.

## Związani z miejscowością
Miejsce urodzenia prawosławnego metropolity warszawskiego i całej Polski Sawy oraz pisarza Zenona Gierały.